# Werner Wolf Glaser
Werner Wolf Glaser, född 14 april 1913 i Köln, död 29 mars 2006 i Västerås, var en tysk-svensk tonsättare, dirigent, musiklärare och musikkritiker.
Glaser studerade komposition i Berlin för Paul Hindemith. Han skrev ett stort antal verk, bland annat fjorton stråkkvartetter och tretton symfonier.
På grund av sin judiska börd tvingades Glaser fly undan nazismen och kom, efter ett kortare uppehåll i Paris, till Köpenhamn, där han var bosatt 1934–1943. Sistnämnda år flydde han till Sverige och kom att bosätta sig i Västerås. Han var en av grundarna av Västerås musikskola 1944 och dirigent för Södra Västmanlands orkesterförbund 1944–1959 samt musikkritiker i Vestmanlands Läns Tidning.
Glaser är far till Etienne Glaser, Josvend Glaser och Per-Ivar Glaser samt farfar till Pernilla Glaser.

## Priser och utmärkelser
- 1982 – Atterbergpriset
- 1993 – Medaljen för tonkonstens främjande